# Adnan Šećerović
Adnan Šećerović (sinh 1 tháng 12 năm 1991) là một cầu thủ bóng đá Bosnia và Herzegovina, hiện tại thi đấu cho FK Mladost Doboj Kakanj ở Giải bóng đá ngoại hạng Bosnia và Herzegovina.
Trước đây anh thi đấu ở Hà Lan cùng với Roda JC Kerkrade, NEC, Fortuna Sittard và MVV Maastricht Mùa giải 2014–15 Šećerović thi đấu cùng với FK Sloboda Tuzla và SC Austria Lustenau. Vào tháng 7 năm 2015 anh ký hợp đồng với FK Radnik Bijeljina.